# Borgå fyr
Borgå fyr (finska: Porvoon majakka) är en 10 meter hög kassunfyr som ligger i havsbandet söder om Borgå, nära Kölhällen och Stora Kölhällen vid farlederna till Sköldvik. Den byggdes år 1976 och är röd med ett brett svart horisontellt tvärband.